# HSBC Tower, London
HSBC Tower är en skyskrapa i Canary Wharf i London, Storbritannien. Byggnaden är affärsbanken HSBC:s huvudkontor. HSBC Tower är ritat av Foster and Partners och är med sina 200 meter och 45 våningar en av Storbritanniens högsta byggnader tillsammans med Citigroup Centre och One Canada Square.